# بيرسي آدامز (لاعب كريكت)
بيرسي آدامز (بالإنجليزية: Percy Adams)‏ (و. 1900 – 1962 م) هو لاعب كريكت من المملكة المتحدة، والمملكة المتحدة لبريطانيا العظمى وأيرلندا، توفي عن عمر يناهز 62 عاماً.

## التعليم
تعلم في Cheltenham College ‏

## جوائز
حصل على جوائز منها:

لاعب كريكت ويسدن للسنة ‏

## روابط خارجية
- بيرسي آدامز على موقع إي آس بي آن كريك إنفو (الإنجليزية)